# Dialetti laziali meridionali

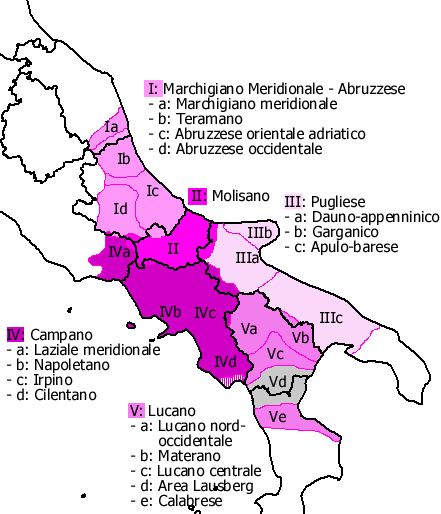

I dialetti laziali meridionali costituiscono un gruppo di dialetti meridionali diffusi nelle aree più meridionali del Lazio, in particolare nelle parti meridionali delle province di Latina e Frosinone, già appartenute al Regno di Napoli prima e al Regno delle Due Sicilie successivamente.

## Storia
L'area corrispondente all'attuale Lazio meridionale, a partire dall'epoca longobarda e dunque dal Ducato di Benevento, è stata parte di compagini politico-territoriali meridionali fino e oltre l'Unità d'Italia. Durante il regime fascista, i territori settentrionali della Terra di Lavoro (denominazione di carattere anche amministrativo) furono distribuiti fra le neo istituite province di Latina e Frosinone, a loro volta parte della regione Lazio. L'appartenenza storico-culturale all'Italia meridionale e le migrazioni, ad esempio dal vicino Abruzzo nella Terra di San Benedetto, hanno avuto effetti decisivi sui dialetti sud-laziali. Questa influenza linguistica si era comunque, nel corso dei secoli, estesa anche nei territori più meridionali dello Stato pontificio, confinanti con il regno napoletano.

## Caratteristiche
Tali dialetti sono dunque per molti aspetti simili, in particolare nel vocabolario, ai dialetti campani, dei quali costituiscono una variante che si discosta sul piano fonetico (simile ai dialetti abruzzesi) e per l'influenza dei dialetti laziali centro-settentrionali parlati nelle vicine aree centro-settentrionali delle province di Frosinone e Latina.